# Nickelodeon Canada
Nickelodeon Canada ist der kanadische Ableger des US-amerikanischen Senders Nickelodeon. Er startete am 2. November 2009 und ersetzte den Sender Discovery Kids, der sich ebenfalls an Kinder richtete. Wie auch beim Originalsender zeigt Nickelodeon Canada viele Realserien und wenig Zeichentrickserien. Obwohl ein Nickelodeon in Kanada eingeführt wurde, wird weiterhin ein Programmfenster auf den Schwestersender YTV und Treehouse zu sehen sein. Außerdem ist das der zweite Sender in Kanada, neben CMT Kanada, der von Corus Entertainment, unter der Lizenz von Paramount Global, ausgestrahlt wird.

## Programm
- 8:30–15:00 Nick Jr.
- 15:00–8:30 Nickelodeon

### Nick Jr.
- Dora
- Diego (Go, Diego, Go!)
- Max & Ruby
- Ni hao, Kai-lan
- Wonder Pets

### Nickelodeon
- All Grown Up – Fast erwachsen (All Grown Up!)
- Coop gegen Kat
- Cosmo und Wanda – Wenn Elfen helfen (The Fairly OddParents)
- Fanboy und Chum Chum (Fanboy and Chum Chum)
- H₂O – Plötzlich Meerjungfrau (H₂O: Just Add Water)
- iCarly
- Jacob 2/2
- Jimmy Neutron (The Adventures of Jimmy Neutron: Boy Genius)
- Willkommen bei den Louds (The Loud House)
- SpongeBob Schwammkopf (SpongeBob SquarePants)